# إيرنيستو بوستامينت
إيرنيستو بوستامينت (بالإسبانية: Ernesto Bustamante)‏ هو أحيائي بيروفي، ولد في 19 مايو 1950 في ليما في بيرو.